# Descla
Descla (in sloveno Deskle) è un centro abitato della Slovenia, frazione del comune di Canale d'Isonzo.

## Storia
Il centro abitato apparteneva storicamente alla Contea di Gorizia e Gradisca, come comune autonomo; era noto con il toponimo italiano di Descla e con quello sloveno di Deskle.
Dopo la prima guerra mondiale passò, come tutta la Venezia Giulia, al Regno d'Italia; il comune di Descla venne inserito nel circondario di Gorizia della provincia del Friuli. Come già in epoca asburgica, comprendeva le frazioni di Britovo (Britof) e la parte dell'abitato di Plava (Plave) posta sulla riva sinistra dell'Isonzo, oltre ai centri abitati di Sagora (Zagora) e Cucco di Plava (Zagomila). Nel 1927 passò alla nuova provincia di Gorizia. 
Nel 1928 il comune di Descla venne fuso con quello di Anicova Corada, formando il nuovo comune di Salona d'Isonzo.
Secondo il censimento del 1921 l'8,15% della popolazione era italiana.
Dopo la seconda guerra mondiale il territorio passò alla Jugoslavia; attualmente Descla (in sloveno Deskle) è frazione del comune di Canale d'Isonzo.